# سفارت اوکراین در دوبلین
سفارت اوکراین در دوبلین (به لاتین: Embassy of Ukraine) یک منطقهٔ مسکونی و نمایندگی سیاسی این کشور در جمهوری ایرلند است که در دوبلین واقع شده‌است.